# Adelante Andalucía (coalición)
Adelante Andalucía (AA)  fue una coalición española de ámbito andaluz creada para concurrir a las elecciones al Parlamento de Andalucía de 2018. Estuvo formada por los partidos Podemos, Izquierda Unida Los Verdes-Convocatoria por Andalucía, Primavera Andaluza e Izquierda Andalucista.
La coalición obtuvo diecisiete Diputados en el Parlamento de Andalucía y una Senadora designada. No obstante, a mediados de noviembre de 2020, varios diputados adscritos a la corriente liderada por Teresa Rodríguez fueron expulsados del grupo parlamentario fruto de una petición de la portavoz de Unidas Podemos, Inmaculada Nieto al determinar la Mesa del Parlamento que se había realizado un acto de transfuguismo. La propia Teresa Rodríguez fue una de las expulsadas tras la decisión de la Mesa.
Tras todo ello, a principios de 2021, el grupo parlamentario de esta coalición acabó dividiéndose en dos: por un lado, los once partidarios de Teresa Rodríguez como Diputados no adscritos (y que se acabarían estructurando en el partido político homónimo a esta coalición, Adelante Andalucía); y por otro, los seis diputados leales a los partidos de la coalición inicial, que renombraron el grupo parlamentario como Unidas Podemos por Andalucía.
En septiembre de 2023, ya finalizada la legislatura, el Tribunal Constitucional falló a favor de Teresa Rodríguez y el resto de los parlamentarios que fueron expulsados en 2020 aduciendo que dicha decisión incumplía la legalidad vigente, vulnerándose así sus derechos como parlamentarios.

## Historia

### Antecedentes
Desde 2017 tanto Podemos Andalucía como Izquierda Unida Los Verdes-Convocatoria por Andalucía (IULV-CA) habían comenzado a trabajar en una hoja de ruta común en el Parlamento de Andalucía, que consistía en hacer una oposición frontal al Partido Socialista Obrero Español de Andalucía y a la presidenta de la Junta de Andalucía en aquel entonces, Susana Díaz. 
La coalición empezó a cobrar forma entre marzo y abril del 2018, en el marco de unas conversaciones para acudir a los siguientes comicios de manera conjunta. A estas conversaciones se unieron el partido ecologista Equo (que finalmente no formaría parte de Adelante Andalucía y se presentó en coalición con Iniciativa del Pueblo Andaluz) y diversos partidos de corte nacionalista andaluz, como Primavera Andaluza e Izquierda Andalucista. Frente a la tesis centralista establecida por la dirección estatal de Podemos de concurrir bajo las siglas de Unidas Podemos para las elecciones al Parlamento de Andalucía de 2018, Teresa Rodríguez defendió construir el proyecto de Adelante Andalucía como un sujeto político autónomo andaluz, al igual que en otras naciones históricas como Cataluña, donde se había creado la marca En Comú Podem, o Galicia con En Marea. Igualmente se marcaron distancias con el PSOE, negando la posibilidad de conformar gobiernos con el mismo.

### Constitución y período de estabilidad (2018-2019)
Finalmente, la presentación oficial de la coalición se realizó en junio de 2018, celebrando así su primer acto en la ciudad de Córdoba. De esta forma, Adelante Andalucía se constituyó y presentó a las elecciones autonómicas de diciembre de ese mismo año. Teresa Rodríguez fue elegida para representar a la provincia de Málaga, ocupando el primer puesto en la lista. Mientras que Antonio Maíllo, coordinador general de IULV-CA, estaría en el primer lugar de la candidatura por Sevilla. En total obtuvo 584.040 votos y 17 parlamentarios.
Esperanza Gómez fue designada senadora por el Parlamento de Andalucía tras las elecciones de 2018. Tras anunciar que concurriría a las generales de noviembre de 2019 como candidata por Sevilla de Más País, dejó su acta como senadora. Pilar González, fundadora de Primavera Andaluza y concejal en Dos Hermanas, la sustituyó. Adelante Andalucía se integró en el grupo parlamentario Izquierda Confederal formado por distintas fuerzas progresistas y soberanistas (Geroa Bai, Més per Mallorca, Compromís, Más Madrid y Agrupación Socialista Gomera).
Durante 2019 se constituyeron proyectos de Adelante Andalucía a nivel municipal, presentándose a las elecciones municipales en la mayoría de ciudades de Andalucía. Para las elecciones generales del 10 de noviembre, Adelante Andalucía quiso concurrir como marca propia, generando discrepancias con Izquierda Unida (IU) y con el secretario general de Podemos Pablo Iglesias.

### Tensiones y ruptura (2020-2021)
En diciembre de 2019, por iniciativa de Teresa Rodríguez e IU, fue constituido un nuevo partido político en el Registro de Partidos del Ministerio del Interior con la denominación de Adelante Andalucía, homónima a esta coalición.  No obstante, poco después, en junio de 2020, IU instó a retirar del registro de partidos Adelante Andalucía, acusándola de querer usar la marca para unas futuras elecciones generales.
En agosto de 2020 se produce una intensa crisis dentro de la coalición, con un cruce de acusaciones entre IU y los partidarios de Teresa Rodríguez. Por un lado, IU acusó a Teresa Rodríguez y su partido de usurpar las redes sociales de Adelante Andalucía. Anticapitalistas Andalucía, a su vez, acusó a IU de sacar dinero de las cuentas de Adelante Andalucía para ingresarlo en las de IU. Una reunión entre las fuerzas políticas aumentó la brecha, ya que Podemos acusó a Anticapitalistas Andalucía de ser la culpable de las tensiones, mientras que los dos partidos andalucistas se posicionaron a favor de los anticapitalistas.
El 28 de octubre de 2020 se produce una ruptura parlamentaria de la formación, al ser expulsados ocho miembros de la coalición acusados de transfugismo, incluida la presidenta del grupo parlamentario Teresa Rodríguez, que se encontraba de baja por maternidad, pasando al grupo de diputados no adscritos. La iniciativa, llevada a cabo por IU a la Mesa del Parlamento, fue aprobada por todas las fuerzas, excepto por Ciudadanos, que se abstuvo. Días después, tras una reclamación de los expulsados, la Mesa devolvió a estos diputados al grupo de Adelante Andalucía de manera provisional, esperando a realizar una resolución definitiva al respecto y solicitando a IU la documentación que acreditase el transfuguismo de los diputados afectados. El 18 de noviembre de 2020, la Mesa del Parlamento ratificó la expulsión de nueve parlamentarios, con los votos a favor de PSOE, Ciudadanos y Vox y la abstención del PP; pasando los parlamentarios al grupo de no adscritos.
Como consecuencia de todo ello, en febrero de 2021 los Diputados aún afines a los partidos que conformaron originalmente esta coalición presentaron la nueva marca Unidas Podemos por Andalucía, marcando así una diferenciación con el nuevo espacio de Teresa Rodríguez que había logrado el control del partido Adelante Andalucía. Finalmente, el 30 de junio de 2021 el grupo parlamentario formado por Podemos e IULV-CA solicitó por escrito a la Mesa del Parlamento cambiar su nombre al de Unidas Podemos por Andalucía, al considerar que se había producido una usurpación de su nombre anterior.
El 6 de julio de 2021 dos diputadas anunciaron su marcha del Grupo Parlamentario de Unidas Podemos por Andalucía, al considerarse afines a Adelante Andalucía y en desacuerdo con la decisión de su grupo, quedándose Unidas Podemos con seis parlamentarios.

## Estructura
Esta coalición estuvo formada por los siguientes partidos y federaciones:
| Partidos y federaciones | Partidos y federaciones                               |
| ----------------------- | ----------------------------------------------------- |
|                         | Podemos                                               |
|                         | Izquierda Unida Los Verdes-Convocatoria por Andalucía |
|                         | Primavera Andaluza                                    |
|                         | Izquierda Andalucista                                 |

## Resultados electorales
| Elecciones | Cabeza de lista  | Votos   | %     | Diputados | Posición |
| ---------- | ---------------- | ------- | ----- | --------- | -------- |
| 2018       | Teresa Rodríguez | 584.040 | 16,18 | 17/109    | 4.º      |